# Tephronia chapmani
Tephronia chapmani är en fjärilsart som beskrevs av Louis Beethoven Prout 1915. Tephronia chapmani ingår i släktet Tephronia och familjen mätare. Inga underarter finns listade i Catalogue of Life.